# The Source
The Source (Bell) Electronics Inc., Nombre comercial como The Source (en francés: La Source),es una cadena minorista canadiense de electrónica de consumo y teléfonos celulares. La cadena se remonta a más de 40 años en Canadá, inicialmente como  Radio Shack y más tarde como The Source by Circuit City.  The Source ahora es propiedad de BCE Inc., que compró los activos de InterTAN de su matriz, minorista estadounidense Circuit City, en 2009. The Source es una unidad de 4458729 Canada Inc.  y tiene su sede en Barrie Ontario.

## Historia

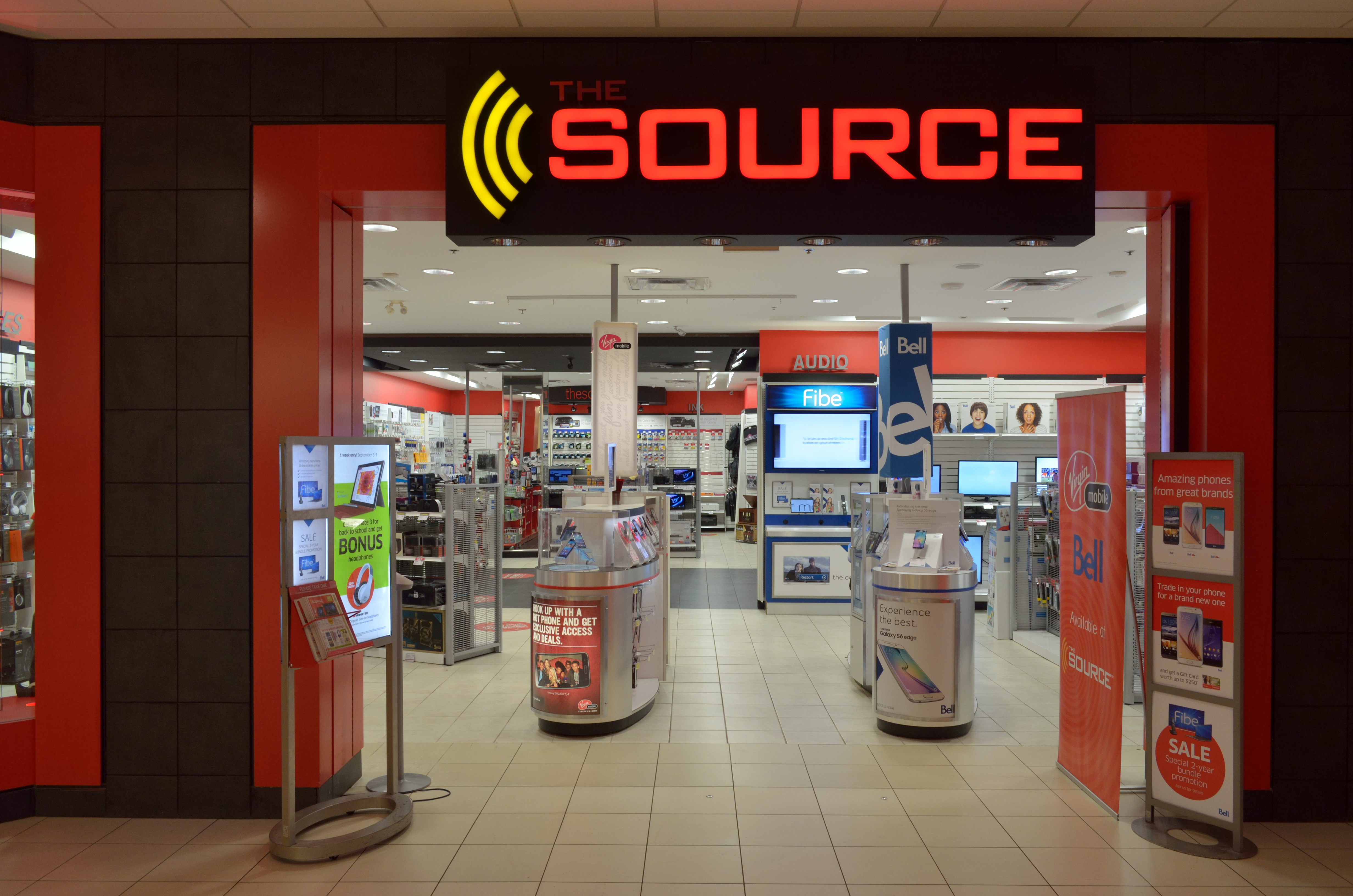
Tienda en Promenade.

The Source comenzó como la rama canadiense de Radio Shack (más tarde RadioShack).  La cadena era originalmente propiedad de la empresa matriz estadounidense de Radio Shack Tandy Corporation, pero se separó en junio de 1986, junto con el resto de las operaciones internacionales de Tandy, como InterTAN.  Un acuerdo de licencia con lo que se convirtió en RadioShack Corporation permitió a InterTAN continuar usando el nombre y el logotipo de la cadena.  InterTAN abandonó sus tiendas no rentables  Alemania Occidental en 1987, dejó Bélgica y Francia en 1993, vendió sus tiendas  Británico a Carphone Warehouse   en 1999 y vendió sus tiendas a la subsidiaria de Woolworth Dick Smith Electronics (en Australia) en 2002, dejando solo las tiendas Canadian Radio Shack, Battery Plus y Rogers Plus.
En mayo de 2004, InterTAN fue adquirida por Circuit City.  Una semana después de que se completara la adquisición, RadioShack Corporation presentó una demanda en el 352 ° Tribunal del Distrito Judicial en Condado de Tarrant, Texas, para finalizar el acuerdo de licencia.  RadioShack Corporation afirmó que InterTAN había incumplido los términos de su acuerdo.  El 24 de marzo de 2005, el juez de la corte de distrito falló a favor de RadioShack y canceló el acuerdo.  El fallo prohibió a InterTAN usar el nombre de la marca en sus tiendas o en cualquiera de sus productos, empaques y publicidad después del 30 de junio de 2005.
El 26 de abril de 2005, Circuit City anunció que las tiendas pasarían a denominarse "The Source by Circuit City" ("La Source par Circuit City" en Quebec).  El proceso de cambio de marca se completó en la mayoría de las tiendas canadienses de la cadena el 1 de julio de 2005. La cadena también introdujo nuevas marcas de la casa, incluidas Nexxtech y Vital, en lugar de las marcas de la tienda RadioShack.
En febrero de 2007, The Source anunció que cerraría 62 tiendas de bajo volumen en Canadá.  El 30 de marzo de 2007, Circuit City anunció a sus accionistas que estaba buscando opciones, incluida la venta de la subsidiaria InterTAN / The Source para reducir las pérdidas.  El 10 de noviembre de 2008, InterTAN buscó protección de sus acreedores, luego de que Circuit City se declarara en bancarrota mediante el Capítulo 11 de bancarrota.
Circuit City anunció el 16 de enero de 2009 que sus tiendas homónimas en Estados Unidos serían liquidadas. El origen no se vio afectado por el anuncio, y se siguió un proceso para vender las operaciones canadienses como una preocupación creciente.
El 2 de marzo de 2009, la firma canadiense de telecomunicaciones Bell Canada anunció que adquiriría la fuente y continuaría operando como una división independiente. La adquisición se completó el 1 de julio para el precio de compra final de $ 135 millones de dólares, lo que la cadena eliminó la "Circuit City" de su nombre. Antes de enero de 2010, las tiendas vendían servicios de telefonía móvil desde el principal competidor de Bell, Rogers Wireless; En ese momento, la cadena comenzó a comercializar exclusivamente a la propia Wireless (incluida la marca Value Virgin Mobile), Television, y Internet.
The Source continúa vendiendo una gama completa de productos electrónicos de consumo.

## Productos
The Source almacena una amplia gama de productos.  La mayoría de los productos son productos electrónicos de consumo, incluidos: teléfonos celulares, computadoras, accesorios para computadoras, televisores, reproductores DVD, reproductores  Blu-ray, sistemas de cine en casa, radios de reloj, teléfonos tradicionales  , juguetes, SiriusXM  radios satelitales, equipos de juegos de consola, cables (como HDMI, DVI, componente, compuesto / RCA, VGA, S-Video, USB, serie, etc.),  Bell dispositivos,  Virgin Mobile dispositivos, Bell TV y reproductores de MP3, así como una gran selección de auriculares, incluidos los modelos de Sony y Skullcandy.
The Source también ofrece productos de marca propia bajo marcas como Bright, Headrush, Kapsule, Nexxtech, Vital y Xtreme Gaming.